# Transformateur électrique
Un transformateur électrique (parfois abrégé en « transfo ») est une machine électrique, permettant de modifier la tension efficace délivrée par une source d'énergie électrique alternative, une transformation qu'il effectue avec un excellent rendement.
On distingue les transformateurs statiques et les commutatrices. Dans un transformateur statique, l'énergie est transférée du primaire au secondaire par l'intermédiaire du circuit magnétique que constitue la carcasse du transformateur. Ces deux circuits sont alors magnétiquement couplés. Ceci permet de réaliser une isolation galvanique entre les deux circuits. Dans une commutatrice, l'énergie est transmise de manière mécanique entre une génératrice et un moteur électrique.

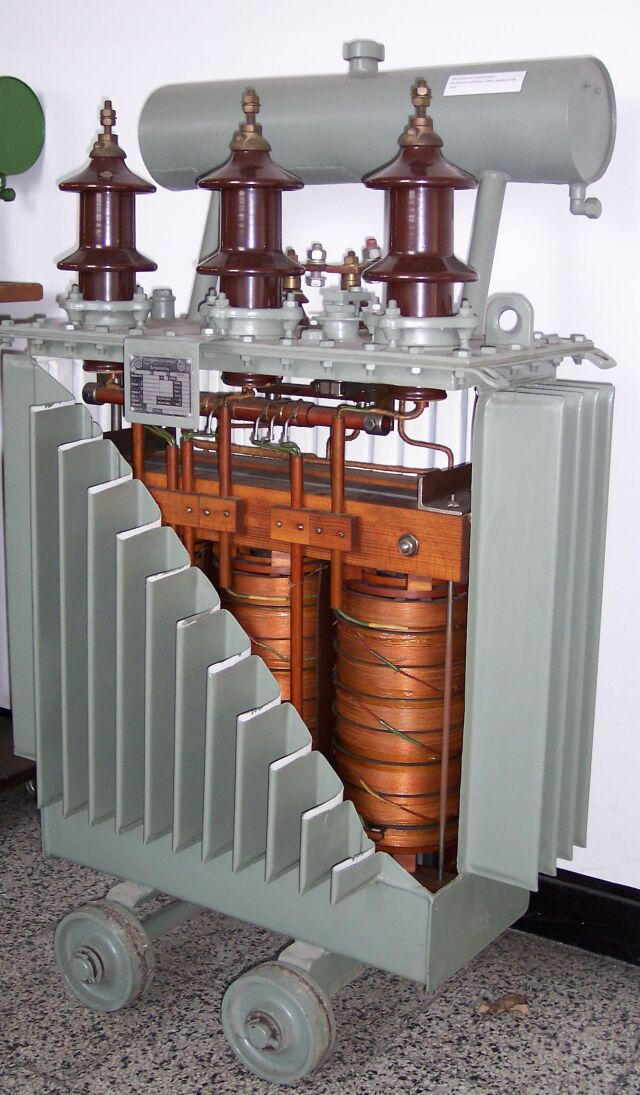
Vue en coupe d'un transformateur triphasé.

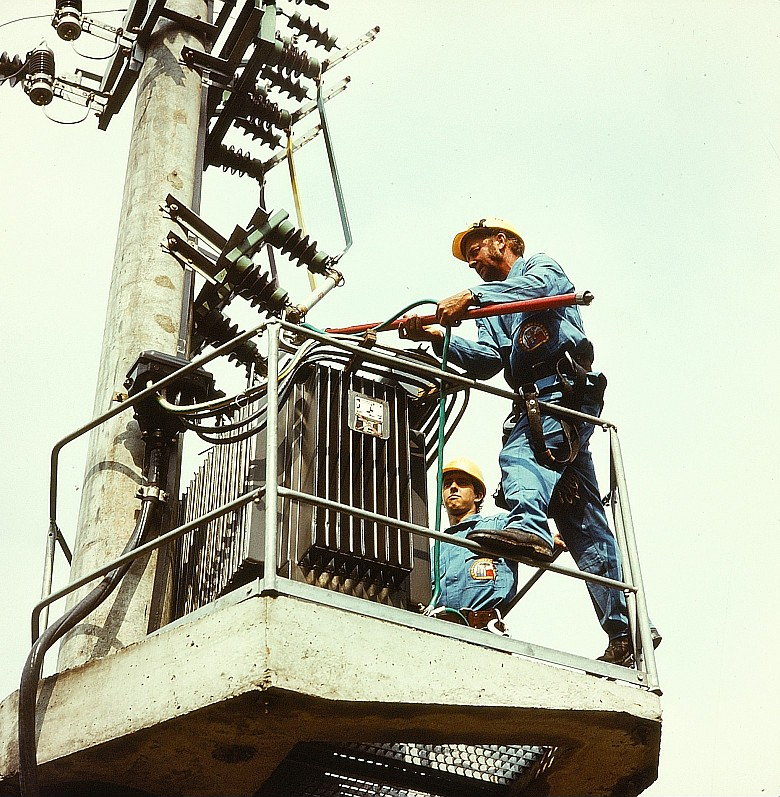
Montage d'un transformateur (Allemagne, 1981).

## Découverte

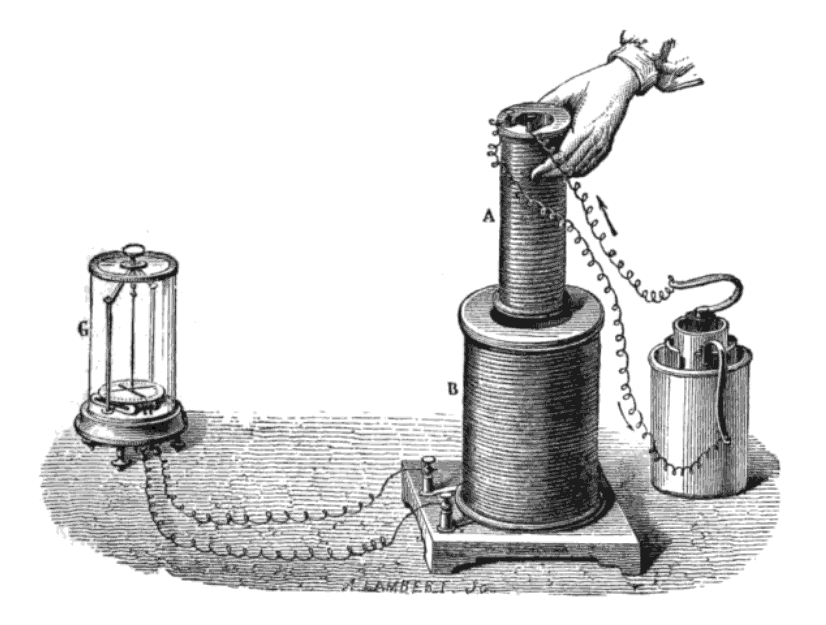
L'expérience de Faraday avec l'induction entre des bobines.

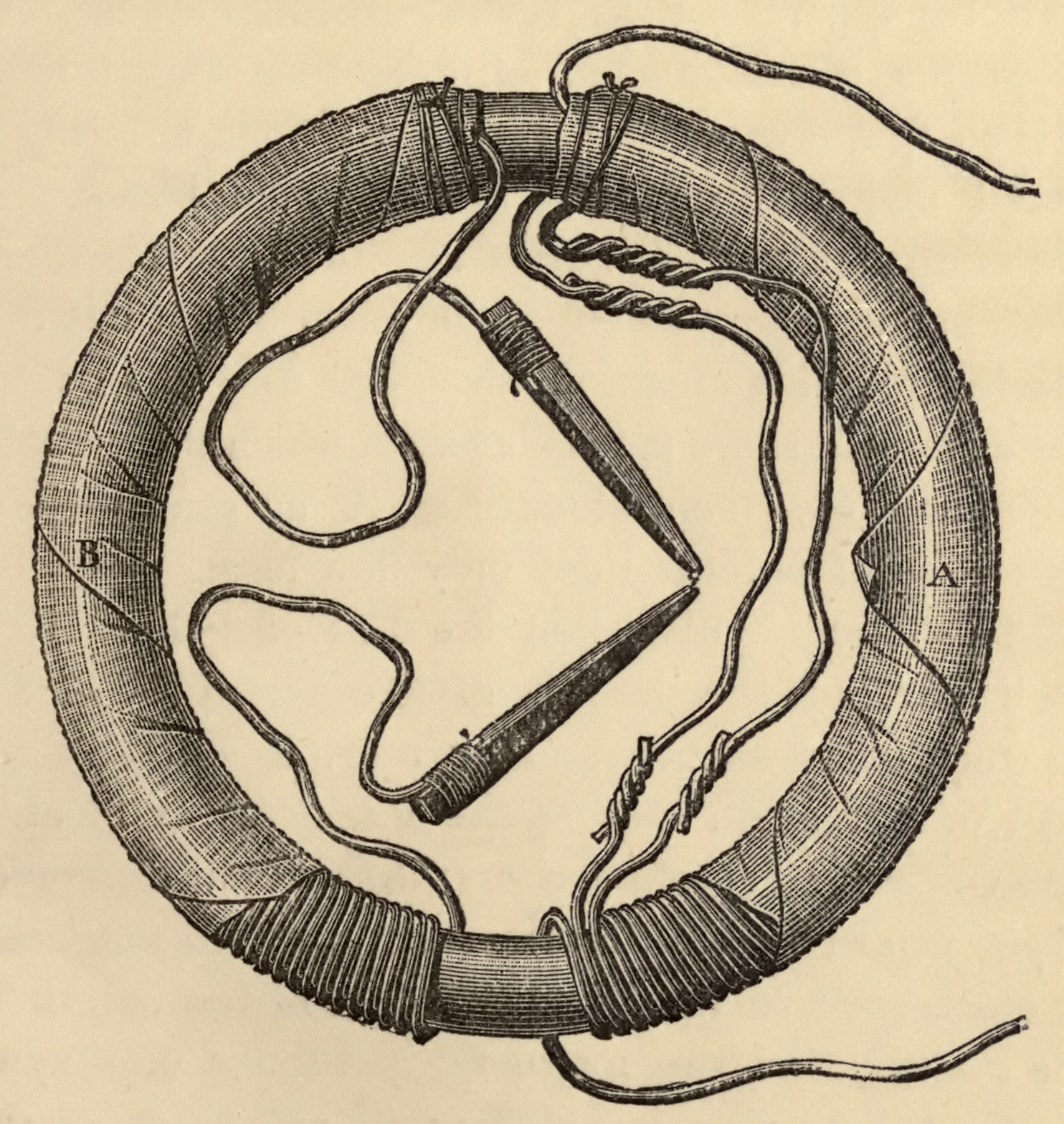
Transformateur de Faraday.

Le principe de l'induction électromagnétique est découvert indépendamment par Michael Faraday et Joseph Henry en 1831. Mais Faraday ayant publié le premier ses résultats expérimentaux, le crédit de la découverte lui revient.
La relation entre la force électromotrice, qui est homogène à une tension, et le flux magnétique est formalisée dans la loi de Faraday, soit :
{\displaystyle |{\mathcal {E}}|=\left|{{d\Phi _{B}} \over dt}\right|}
Dans laquelle :
- {\displaystyle |{\mathcal {E}}|} est l'amplitude de la force électromagnétique en volts ;
- {\displaystyle \Phi _{B}} est le flux magnétique dans le circuit exprimé en webers[5].

Faraday, avec ses bobines enroulées autour d'un anneau de fer, crée en fait le premier transformateur toroïdal, mais n'en envisage pas les applications pratiques,.

### Bobines d'induction
Entre les années 1830 et 1870, les progrès dans le domaine, surtout réalisés par tâtonnement, fournissent les bases de la compréhension des futurs transformateurs.
En 1836, le travail sur les bobines d'induction est poursuivi par le révérend Nicholas Callan du Maynooth College en Irlande. Il est l'un des premiers à comprendre que le nombre de tours de la bobine secondaire et du primaire influait sur la force électromotrice produite.
Les bobines évoluent grâce aux efforts des différents scientifiques et inventeurs qui cherchent à augmenter la tension provenant de batteries connectées au primaire. Ces batteries fournissant du courant continu, il faut ouvrir régulièrement le circuit afin d'obtenir la variation de tension et donc la variation de flux nécessaire à l'induction. Ceci est réalisé à l'aide de « contacts vibrants »,,.
Dans les années 1870, des générateurs électriques en courant alternatif apparaissent. On se rend compte qu'en les utilisant dans une bobine d'induction, le système d'ouverture du circuit devient inutile.
En 1876, l'ingénieur russe Paul Jablochkoff invente un système d'éclairage basé sur un lot de bobines d'induction, dans lesquelles la bobine primaire est connectée à une source de courant alternatif et la bobine secondaire branchée à plusieurs « lampes à arc » qu'il a conçues lui-même,.
Son montage avec deux bobines d'induction est fondamentalement un transformateur.
En 1878, la société hongroise Ganz commence la fabrication d'équipements électriques destinés à l'éclairage, et en 1883, elle a déjà installé plus de 50 systèmes électriques en Autriche-Hongrie.
Ces systèmes utilisent exclusivement le courant alternatif et sont constitués de lampes à arc et de lampes incandescentes alimentées par des générateurs électriques.
Jusque dans les années 1880, pour transférer de la puissance en courant alternatif depuis une source en haute tension à des charges en basse tension, on les connecte toutes en série. Des transformateurs à circuit ouvert avec un rapport proche de 1:1 ont alors leurs primaires branchés en série avec la source de tension et leurs secondaires branchés aux lampes. Le problème est que quand une lampe est allumée ou éteinte, cela influe sur la tension aux bornes de toutes les autres dans le circuit. Des transformateurs variables sont introduits pour régler ce problème : certains utilisent une modification de leur circuit magnétique, voire détournent une partie du flux magnétique, pour faire varier leur rapport de conversion.
C'est dans les années 1880 qu'apparaissent les premiers transformateurs possédant un bon rendement et pouvant trouver une vraie application. Leur usage permet la victoire du courant alternatif sur le courant continu dans les réseaux électriques.
En 1882, le premier système à circuit magnétique en fer — qu'ils dénomment « générateur secondaire » — est exposé par Lucien Gaulard et John Dixon Gibbs à Londres. Après l'exposition, Gaulard et Gibbs vendent leur idée à la société américaine Westinghouse. Ils présentent une nouvelle fois leur invention à Turin en 1884, où elle sera utilisée pour le système d'éclairage.
Toutefois le rendement de leur appareil reste bas et les bobines d'induction avec un circuit magnétique ouvert sont peu efficaces pour le transfert de puissance électrique.

### Transformateur à circuit fermé

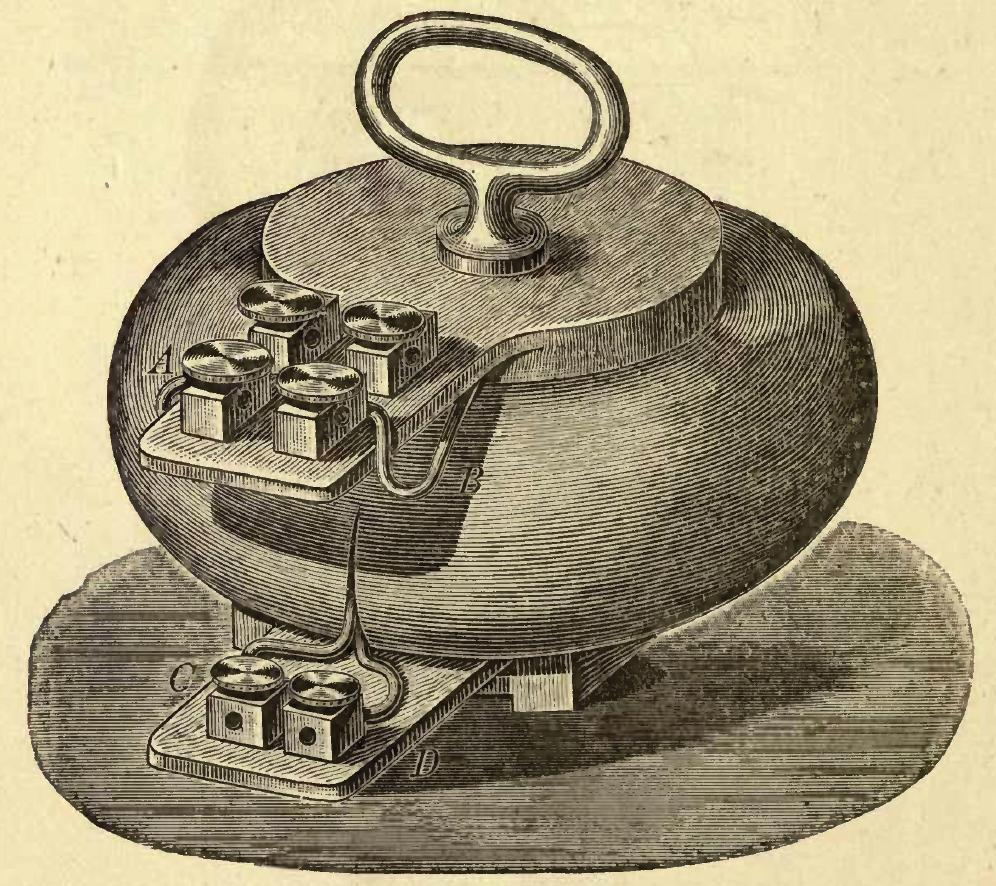
Transformateur cuirassé, conçu par Uppenborn suivant les brevets de 1885 des ingénieurs Ganz.

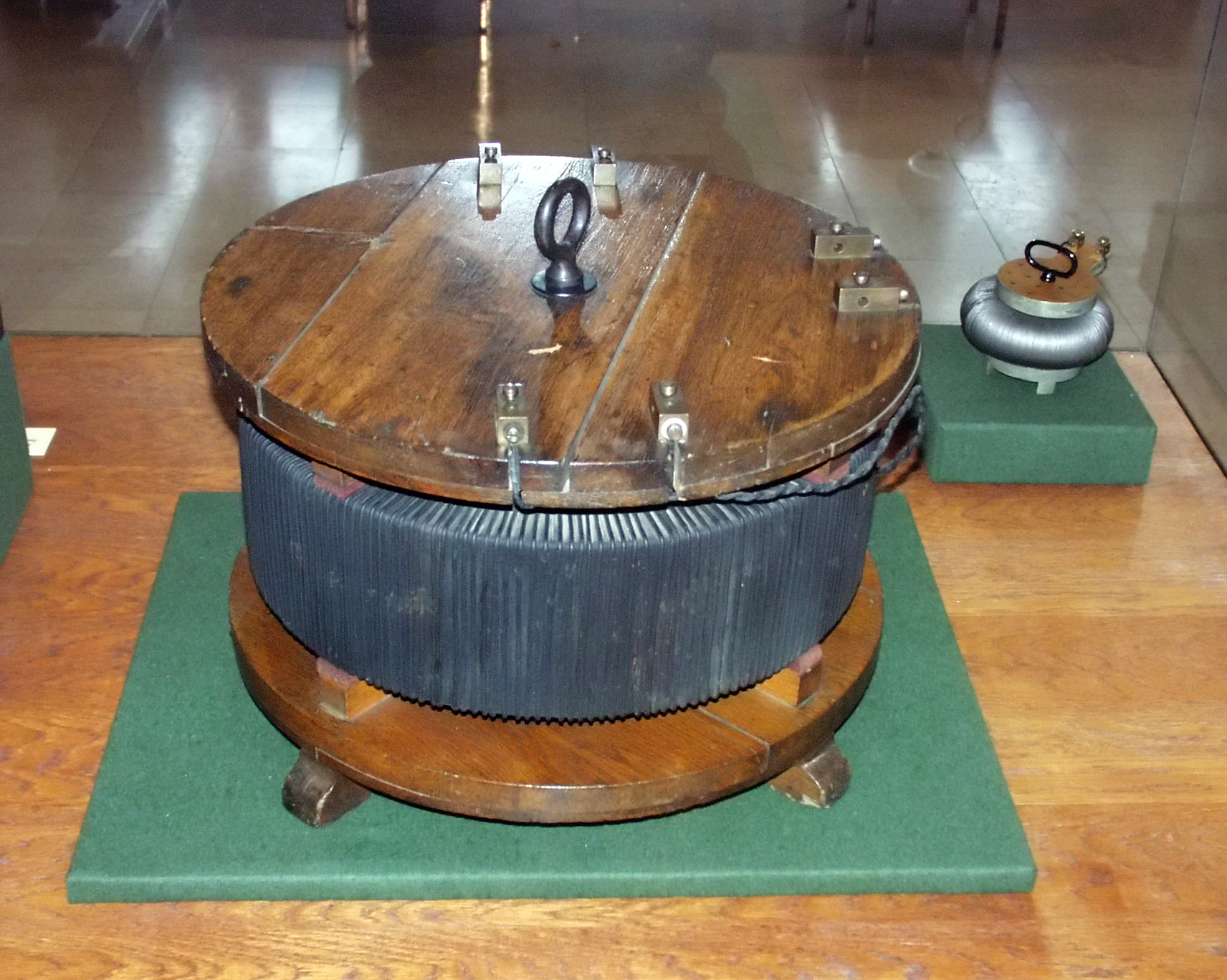
Transformateur à colonne de 1885. Plus vieil exemplaire du transformateur moderne de l'usine Ganz.

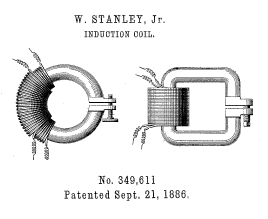
Transformateur de Stanley de 1886 avec un entrefer ajustable.

À l'automne 1884, Károly Zipernowsky, Ottó Bláthy et Miksa Déri, trois ingénieurs associés à la société Ganz, sont venus à la conclusion que les circuits magnétiques ouverts ne sont pas la solution pour les usages pratiques et pour réguler la tension.
Dans leur brevet de 1885, ils décrivent deux nouveaux types de transformateurs à circuit magnétique fermé. Dans le premier cas, les bobines de cuivre sont autour du circuit magnétique, on parle de transformateur à colonnes ; dans le second, c'est le circuit magnétique qui est autour des bobines, transformateur cuirassé. Ces conceptions sont toujours en application de nos jours pour la construction des transformateurs,,,.
Toujours en automne 1884, la société Ganz réalise le premier transformateur à haut rendement et le livre le 16 septembre 1884. Il possède les caractéristiques suivantes : 1 400 watts, 40 Hz, 120:72 V, 11.6:19.4 A, soit un rapport 1,67:1, monophasé et cuirassé.
Dans les deux conceptions proposées, le flux magnétique circule du primaire au secondaire quasiment intégralement dans le circuit magnétique. Seule une très petite partie passe par l'air, c'est ce qu'on appelle le flux de fuite.
Les nouveaux transformateurs sont 3,4 fois plus efficaces que celui à circuits magnétiques ouverts de Gaulard et Gibbs. Leur brevet contient deux autres innovations majeures : l'une concerne la connexion en parallèle des charges, en lieu et place des connexions série, l'autre imagine la possibilité de construire des transformateurs avec de nombreux tours de bobines permettant d'avoir une tension de transport de l'électricité différente de celle d'utilisation. Typiquement, une valeur de 1 400 à 2 000 V est prévue pour le transport et 100 V pour l'usage,.
L'usage en parallèle de ces nouveaux transformateurs dans le réseau de distribution rend possible la fourniture d'électricité sur un plan technique et économique,. Bláthy suggère l'usage d'un circuit magnétique fermé, Zipernowsky l'usage de connexions en parallèle, Déri fait les expériences.
Ils popularisent également l'usage du mot « transformateur »,, même si le terme est déjà en usage en 1882,.
En 1886, la société Ganz fournit l'équipement du premier poste électrique en courant alternatif connecté en parallèle, la fourniture d'électricité est assurée par un générateur électrique à vapeur de Rome-Cerchi.
Même si George Westinghouse a acquis les brevets de Gaulard et Gibbs en 1885, c'est la société Edison Electric Light Company qui obtient la licence pour la construction des transformateurs « Ganz » aux États-Unis. Westinghouse se trouve donc obligé d'utiliser une conception différente pour fabriquer ses transformateurs. Il confie la conception de ces nouveaux modèles à William Stanley. Le premier brevet sur les transformateurs déposé par Stanley présente une construction avec un circuit magnétique en fer doux avec un entrefer ajustable permettant de réguler la tension au secondaire. Cette technologie est tout d'abord vendue aux États-Unis en 1886,. Westinghouse veut améliorer le concept afin de le rendre plus simple à produire et donc moins cher.
Cela amène à l'émergence d'un nouveau modèle dans lequel le noyau magnétique est constitué de fines tôles séparées entre elles par des feuilles de papier ou d'autres matériaux isolants. Les bobines sont ensuite glissées autour des colonnes avant de refermer le circuit avec les tôles horizontales. Ce nouveau modèle est déposé au bureau des brevets en décembre 1886 par Stanley et définitivement breveté en juillet 1887,.

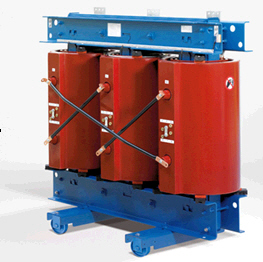
Transformateur de distribution sec.

Le transformateur isolé et refroidi à l'huile est inventé aux environs de 1912. Cela permet de construire des transformateurs de puissances plus élevées. Son principal défaut est son inflammabilité. L'usage des PCB permet de contourner cet inconvénient  leur toxicité a toutefois conduit à leur interdiction en 1987. Les transformateurs de type sec utilisant une isolation à base de résine sont inventés en 1965,.

### Autres précurseurs
En 1889, le russe Mikhaïl Dolivo-Dobrovolski construit le premier transformateur triphasé chez AEG, une société allemande.
En 1891, Nikola Tesla crée la bobine qui porte désormais son nom. Il s'agit d'une bobine sans noyau magnétique qui fonctionne en résonance à haute fréquence et produit de très hautes tensions,.

## Fonctionnement du transformateur monophasé

### Transformateur parfait ou idéal

#### Équations de base

Transformateur monophasé idéal.

C'est un transformateur virtuel sans aucune perte. Il est utilisé pour modéliser les transformateurs réels. Ces derniers sont considérés comme une association d'un transformateur parfait et de diverses impédances.
Dans le cas où toutes les pertes et les fuites de flux sont négligées, le rapport du nombre de spires secondaires {\displaystyle {N_{2}}} sur le nombre de spires primaires {\displaystyle {N_{1}}} détermine totalement le rapport de transformation du transformateur, noté {\displaystyle {m}}.
- Exemple : pour un transformateur dont le primaire comporte 460 spires alimenté par une tension sinusoïdale U1 de 230 V de tension efficace, le secondaire qui comporte 24 spires présentera à ses bornes une tension sinusoïdale U2 dont la valeur efficace sera égale à 12 V.

{\displaystyle {m}={\frac {U_{2}}{U_{1}}}={\frac {N_{2}}{N_{1}}}}.
Comme on néglige les pertes, la puissance est transmise intégralement, c'est pourquoi l'intensité du courant dans le secondaire est dans le rapport inverse soit près de 19 fois plus importante que celle circulant dans le primaire.
De l'égalité des puissances apparentes : {\displaystyle S_{1}=S_{2}\,}, soit :
{\displaystyle U_{1}I_{1}=U_{2}I_{2}\,}, on en déduit : {\displaystyle {\frac {U_{2}}{U_{1}}}={\frac {I_{1}}{I_{2}}}}.
La puissance apparente maximale d'un transformateur est exprimée en VA.

#### Adaptation d'impédance
Les rapports des tensions et des courants étant modifiés entre le primaire et le secondaire, une impédance placée au primaire ne sera pas perçue avec sa valeur initiale au secondaire.
On a l'équation :
{\displaystyle {Z_{1} \over Z_{2}}=\left({N_{1} \over N_{2}}\right)^{2}}
où :
- {\displaystyle Z_{1}} : impédance vue du primaire ;
- {\displaystyle Z_{2}} : impédance du secondaire ;
- {\displaystyle N_{1}} : nombre de spires du primaire ;
- {\displaystyle N_{2}} : nombre de spires du secondaire.

#### Symbole

Symbole d'un transformateur.

Le symbole du transformateur à noyau de fer correspond à deux bobines séparées par deux lignes verticales qui symbolisent le circuit magnétique. Il représente assez simplement sa construction physique ainsi que son rôle de couplage.

### Les pertes de puissance d'un transformateur

#### Schéma équivalent d'un transformateur réel
Pour modéliser un transformateur réel en régime stationnaire il existe divers modèles qui répondent à divers cahiers des charges. Le plus souvent, ces modèles tentent de rendre compte des pertes et des chutes de tension en charge. On ajoute alors au transformateur idéal des dipôles linéaires permettant de modéliser les pertes mais aussi les chutes de tension lors d'un fonctionnement en régime sinusoïdal à la fréquence d'utilisation.

Schéma électrique équivalent d'un transformateur réel.

Les notations du schéma ci-contre sont les suivantes :
- U1 : tension au primaire, parfois aussi noté Up ;
- U2 : tension au secondaire, parfois aussi noté Us ;
- Lf1 : inductance de fuite au primaire, parfois aussi notée Uσ1 ou Uσp ;
- Lf2 : inductance de fuite au secondaire, parfois aussi notée Uσ2 ou Uσs ;
- R1 : résistance des bobinages au primaire, parfois aussi notée Rp ;
- R2 : résistance des bobinages au secondaire, parfois aussi notée Rs ;
- Lμ : inductance de magnétisation ou magnétisante.
- RFe : résistance modélisant les pertes fer.

Ce modèle, s'il prend en compte les pertes, néglige les non-linéarités et les capacités parasites.

#### Les pertes «fer»

Le feuilletage permet de réduire les pertes par courants de Foucault.

Les pertes dans le circuit magnétique, également appelées « pertes fer », dépendent de la fréquence et de la tension d'alimentation. À fréquence constante, on peut les considérer comme proportionnelles au carré de la tension d'alimentation.
Ces pertes ont deux origines physiques :
- les pertes par courants de Foucault, l'induction crée des courants au sein du noyau de fer, qui échauffe ce dernier par effet Joule. Elles sont minimisées par l'utilisation de tôles magnétiques vernies, donc isolées électriquement les unes des autres pour constituer le circuit magnétique, ce en opposition à un circuit massif. Elles sont proportionnelles au carré de la fréquence[52],[53] ;
- les pertes par hystérésis, le changement de direction permanent du flux oblige le fer à se réorienter lui aussi en permanence, cela ne se fait pas sans frottement ce qui crée ces pertes. Elles sont minimisées par l'utilisation d'un matériau ferromagnétique doux. En effet, elles sont proportionnelles à l'aire du cycle d'hystérésis, celui-ci doit donc être le plus étroit possible, d'où les matériaux doux. Ces pertes sont de plus proportionnelles à la fréquence[54],[55].

Les courbes des fabricants de tôles magnétiques donnent, pour des fréquences déterminées, les pertes globales pour différentes valeurs de l'induction.

#### Les pertes «cuivre»
Les pertes par effet Joule dans les enroulements sont appelées également « pertes cuivre », elles dépendent de la résistance de ces enroulements et de l'intensité du courant qui les traverse. Elles sont proportionnelles au carré de l'intensité :
{\displaystyle P_{J}=\sum _{i}R_{i}I_{i}^{2}}
avec :
- {\displaystyle R_{i}\,} la résistance de l'enroulement i ;
- {\displaystyle I_{i}\,} l'intensité du courant qui le traverse.

Des pertes par courant de Foucault existent également dans les bobines. Elles sont dues au champ de fuite, mais sont en général faibles et ne sont prises en compte que dans des modèles très détaillés.

#### Fuite de flux
Le circuit magnétique est considéré dans le modèle du transformateur idéal comme sans perte, ce qui serait le cas si la résistance magnétique du fer était nulle. Or ce n'est pas le cas, le flux circule donc partiellement à l'extérieur du noyau, ce flux appelé « de fuite », par opposition au flux « principal », est modélisable par une inductance en série avec la résistance de chaque enroulement. En notant {\displaystyle R_{m}} la réluctance magnétique du noyau de fer et N le nombre de spires on obtient la formule suivante :
{\displaystyle L_{\mathrm {fuite} }={\frac {N^{2}}{R_{m}}}}
Afin de limiter le nombre de composants dans la modélisation. On ramène ensuite en général les bobines de fuites d'un même côté du transformateur (primaire ou secondaire) en utilisant la formule de l'adaptation d'impédance.

#### Mesure des pertes

##### Essais en court-circuit
Pour mesurer les pertes par effet Joule, il faut que le courant soit élevé et les pertes magnétiques très faibles, donc que les enroulements soient soumis à une faible tension. La mise en court-circuit du transformateur avec une alimentation en tension réduite permet de réaliser ces deux conditions. Les pertes du transformateur sont alors quasiment égales aux pertes par effet Joule. Dans la pratique, une fois le transformateur court-circuité, il ne serait pas possible de mesurer le courant en imposant la tension nominale entre les bornes du primaire : le courant serait beaucoup trop élevé entraînant de fortes contraintes mécaniques et de hautes températures. Pour éviter cela, on mesure les pertes cuivres en réglant le courant au courant nominal, la tension résultante appelée « tension de court-circuit » est alors plus faible que la tension nominale. On l'exprime en pourcentage de la tension nominale. Une tension de court-circuit faible a pour conséquence une faible chute de tension, mais un fort courant de court-circuit, un compromis doit donc être trouvé entre ces deux paramètres.

##### Essais à vide
Pour mesurer les pertes fers et les fuites magnétiques, il faut un état pour lequel les pertes par effet Joule soient faibles, c'est-à-dire un faible courant, et où les pertes magnétiques soient élevées, c'est-à-dire une tension élevée. Le fonctionnement à vide, sans récepteur relié au secondaire, correspond à ce cas. La puissance consommée au primaire du transformateur est alors quasiment égale aux pertes magnétiques,.

## Constitution

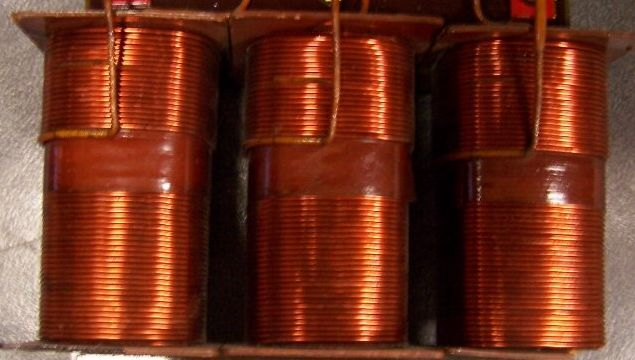
Enroulements d'un transformateur triphasé.

Il est constitué de deux parties essentielles, le circuit magnétique et les enroulements.

### Le circuit magnétique
Le circuit magnétique d'un transformateur est soumis à un champ magnétique variable au cours du temps. Pour les transformateurs reliés au secteur de distribution, cette fréquence est de 50 ou 60 hertz. Le circuit magnétique est toujours feuilleté pour réduire les pertes par courants de Foucault, qui dépendent de l'amplitude du signal et de sa fréquence. Pour les transformateurs les plus courants, les tôles empilées ont la forme de E et de I, permettant ainsi de placer le bobinage à l'intérieur des « fenêtres » du circuit magnétique ainsi constitué.
Toutes ces tôles en fer au silicium existent en épaisseur de 0,2  à   0,5 mm ; elles sont, soit non isolées (pour petite puissance), soit isolées par une très fine couche de vernis. Leur qualité est précisée par leurs pertes en W/kg à une induction donnée de 1 tesla. Il existe des tôles de 0,6 W/kg jusqu'à 2,6 W/kg de façon courante.
|  |  |

À noter que dans les culasses qui joignent les colonnes, le flux est perpendiculaire au sens de laminage. Le matériau magnétique n'est pas utilisé au mieux, l'orientation moléculaire étant défavorable au passage du flux. Il existe donc des circuits en anneau torique, constitués par l'enroulement d'une bande de tôle magnétique offrant toujours le même sens d'orientation au flux. Ces circuits magnétiques se nomment des tores. Le bobinage des tores de façon industrielle et économique nécessite l'utilisation de machines à bobiner adaptées.
Pour les fortes puissances, les circuits magnétiques sont constitués avec des tôles droites ou biseautées. Ces tôles sont empilées de façon à former un noyau de section carrée, rectangulaire ou en croix dite de saint André.
Pour les fréquences moyennes (400  à   5 000 Hz) la tôle au silicium à grains orientés en épaisseur de 10⁄100 mm est utilisée sous forme de circuits en « C ».
Pour les fréquences moyennes (≤ 5 kHz) l'emploi des ferrites s'impose (exemple de domaine d'application : alimentations à découpage).
Pour les hautes fréquences (≤ 1 MHz) les ferrites sont utilisés comme circuit magnétique ; dans les cas où l'utilisation d'un matériau magnétique devient impossible en raison des pertes liées à la fréquence, le couplage primaire/ secondaire est réalisé dans l'air. (exemple de domaine d'application : émetteurs/ récepteurs radio).

### Les enroulements

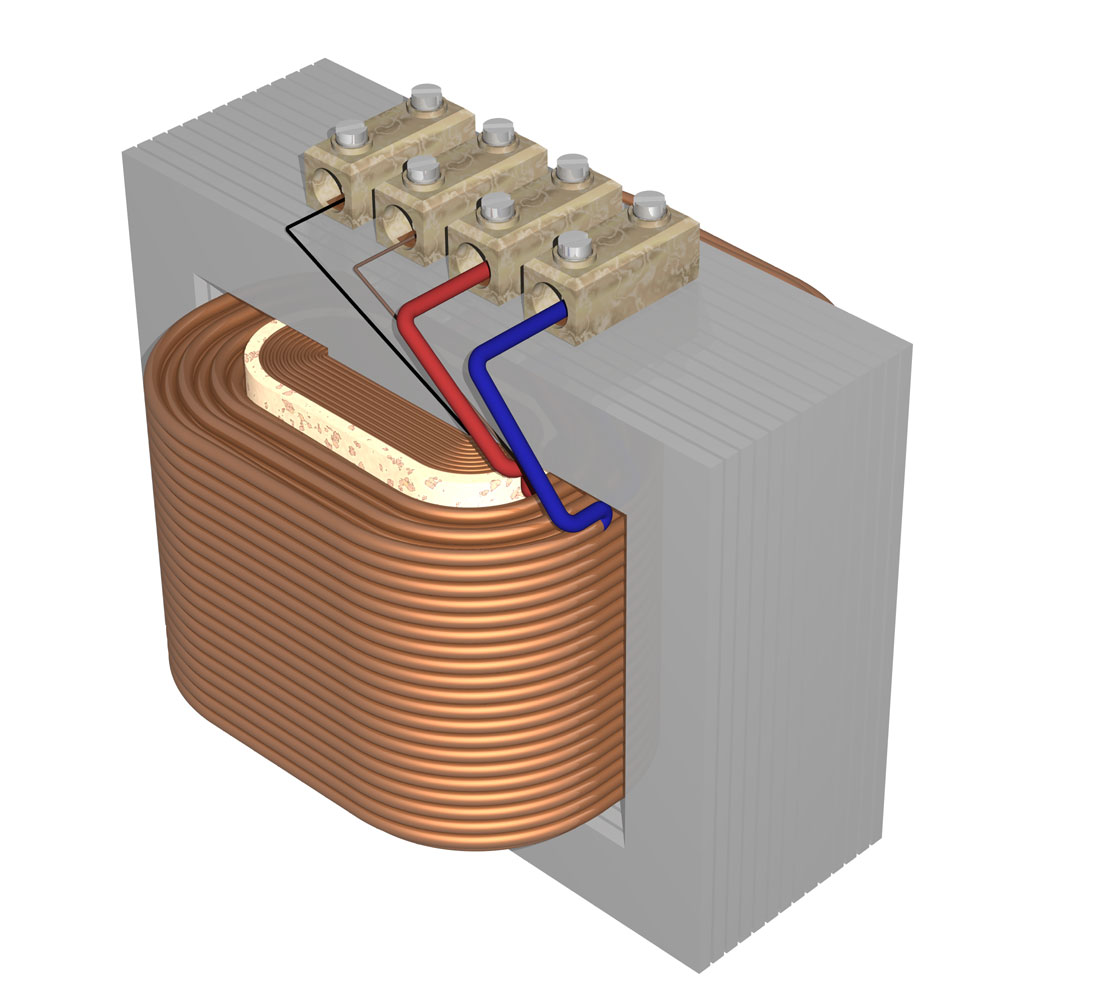
Les enroulements sont en général concentriques pour minimiser les fuites de flux. Un isolant est inséré entre le circuit primaire et le secondaire.

Le conducteur électrique utilisé dépend des applications, mais le cuivre est le matériau de choix pour toutes les applications à fortes puissances. Les fils électriques de chaque tour doivent être isolés les uns des autres afin que le courant circule dans chaque tour. Pour des petites puissances, il suffit d'utiliser des conducteurs amagnétiques émaillés pour assurer cette isolation ; dans les applications à plus fortes puissances mais surtout à cause d'une tension d'utilisation élevée, on entoure les conducteurs de papier diélectrique imprégné d'huile minérale. Pour des fréquences moyennes et hautes, on utilise des conducteurs multibrins pour limiter l'effet de peau ainsi que les pertes par courants de Foucault ; tandis que pour les fortes puissances, on cherche à minimiser ces pertes induites dans les conducteurs par l'emploi de fils méplats de faible épaisseur, voire de véritables bandes de cuivre ou d'aluminium.
Les enroulements du primaire ou du secondaire peuvent avoir des connexions externes, appelées prises, à des points intermédiaires de l'enroulement afin de permettre une sélection de rapport de tension. Les prises peuvent être connectées à un changeur automatique de prises en charge pour le contrôle de la tension du circuit de distribution.
Les transformateurs à fréquences audio, utilisés pour la distribution de l'audio à des haut-parleurs, ont des prises afin de permettre l'ajustement de l'impédance de chacun des haut-parleurs. Un transformateur à prise médiane est souvent utilisé dans les amplificateurs de puissance audio. Les transformateurs de modulation dans les transmetteurs à modulation d'amplitude sont très similaires.

### L'isolation
Les enroulements étant soumis à des tensions électriques il faut les isoler pour assurer leur bon fonctionnement et la sécurité des utilisateurs.
Les fils ronds ou les méplats sont recouverts d'une couche de vernis cuit constituant un émail. Les méplats existent aussi isolés par un enrubannage d'isolant mince, voire de ruban de fil de verre tressé, le tout imprégné dans la résine pour le verre tressé.
La tension entre couche présentant un risque de claquage est contrée par la mise en place d'un isolant sous forme de ruban mince et ceci systématiquement entre enroulements. L'ensemble du bobinage, voire le transformateur tout entier, est immergé dans un vernis, par gravité ou sous vide et pression, pour être ensuite passé dans une étuve afin d'être recuit.
Pour toute isolation une température maximale à ne pas dépasser est définie. Au-delà la durée de vie du matériau diminue rapidement.

## Les différents types de transformateurs
Ces distinctions sont souvent liées aux très nombreuses applications possibles des transformateurs.

### Transformateur de puissance

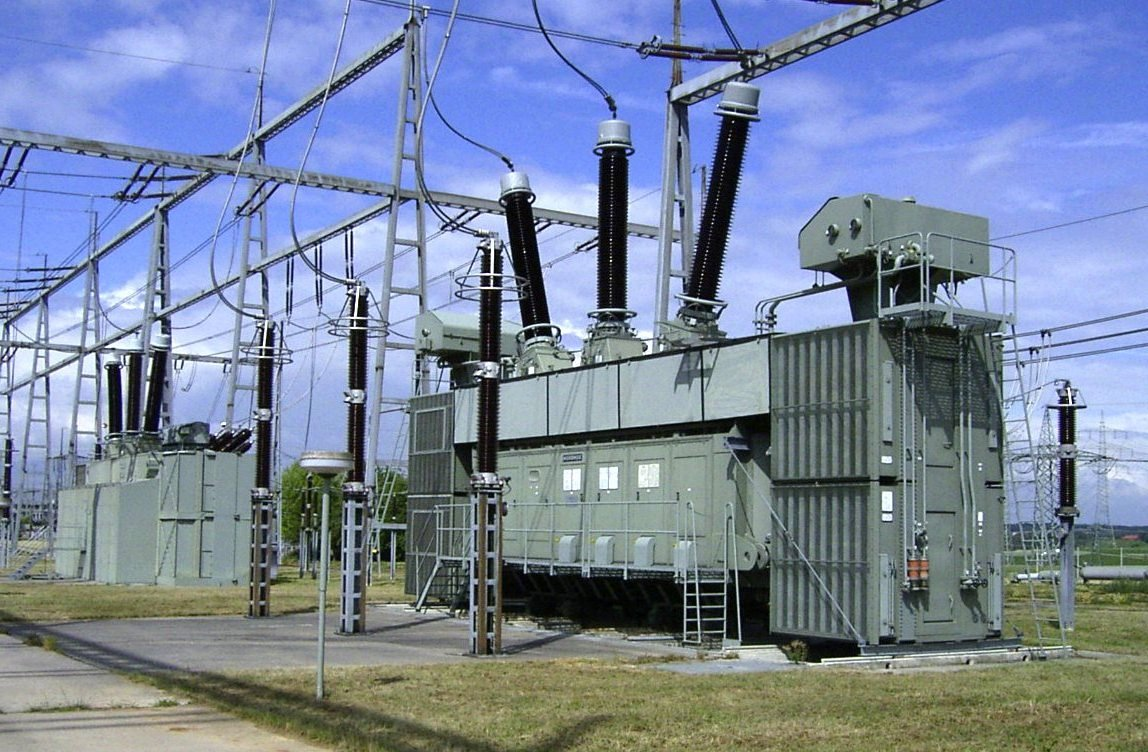
Transformateur de puissance dans un poste électrique.

Les transformateurs de distribution dont la tension d'au moins une des phases dépasse 1 000 V sont considérés comme des transformateurs de puissance. Leur rôle est essentiel dans le réseau électrique pour permettre de transporter l'électricité sur de longues distances. De par leur haut niveau de tension, ils répondent à des contraintes spécifiques notamment au niveau de l'isolation. Leur fiabilité et leur durée de vie doivent être particulièrement élevées.

### Autotransformateur

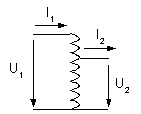
Symbole d'un autotransformateur.
1 : indique le primaire
2 : le secondaire.

Dans ce type de transformateur particulier il n'y a pas d'isolation électrique entre le primaire et le secondaire, car le secondaire est une partie de l'enroulement primaire. Le courant alimentant le transformateur parcourt le primaire en totalité et une dérivation à un point donné de celui-ci détermine la sortie du secondaire. La conséquence est qu'une partie du bobinage est traversée par le seul courant du primaire alors que l'autre partie est traversée par le courant du primaire moins celui du secondaire ; la section du bobinage doit être adaptée à ces courants atypiques pour un transformateur.
Le rapport entre la tension d'entrée et la tension de sortie est identique à celui d'un transformateur à enroulements primaire et secondaire, isolés entre eux.
En France, un autotransformateur est systématiquement utilisé pour le raccordement entre les réseaux 225 kV et 400 kV.

### Transformateur variable - «variac» - alternostat

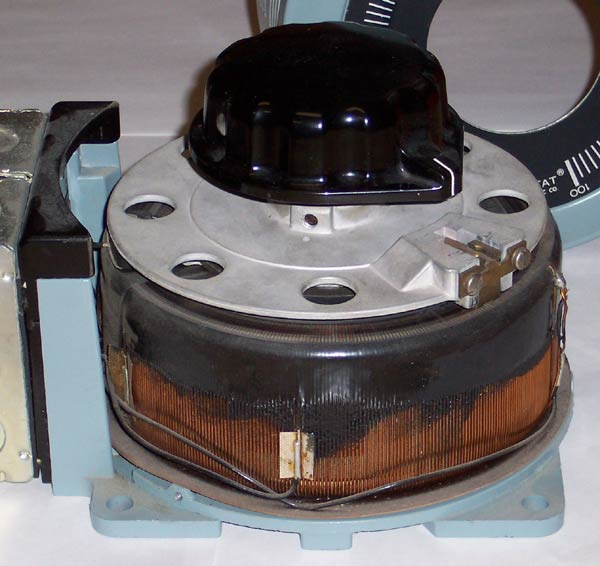
Autotransformateur à rapport variable.

Un « variac », ou autotransformateur variable est constitué d'un noyau d'acier toroïdal, d'une bobine de cuivre en une seule couche et d'un balai carbone. En faisant varier la position du balai sur la bobine on fait varier de manière proportionnelle le rapport de l'autotransformateur.
Il présente l'intérêt, par rapport à un rhéostat, de produire beaucoup moins de pertes Joule et sa tension au secondaire dépend beaucoup moins de la charge. La présence d'un fusible entre le secondaire et la charge est indispensable pour éviter, dans le cas où la tension au secondaire et l'impédance de la charge sont faibles, de brûler les spires. On a en effet, dans ce cas, quasiment un court-circuit réparti sur très peu de spires.

### Transformateur d'isolement
Un transformateur crée une isolation galvanique entre son primaire et son secondaire, cette propriété est utilisée tout spécialement dans les transformateurs d'isolement. Ils servent à assurer la sécurité d'une installation en protégeant des électrocutions par exemple. La séparation galvanique permet aussi d'éliminer une partie du bruit électrique, ce qui est utile pour certains appareils électroniques sensibles. Comme tout transformateur, un transformateur d'isolement ne laisse pas passer le courant continu.
Ces transformateurs ont presque le même nombre de spires au primaire et au secondaire :
- celui du secondaire est souvent très légèrement supérieur au nombre de spires du primaire afin de compenser la faible chute de tension en fonctionnement ;
- en théorie, les sections de fil au primaire et au secondaire sont identiques car l'intensité des courants est la même, mais en pratique l'enroulement intérieur, proche du noyau, a une section supérieure. Sa position diminue en effet sa capacité à évacuer la chaleur produite.

Ils sont, par exemple, largement utilisés dans les blocs opératoires : chaque salle du bloc est équipée de son propre transformateur d'isolement, pour éviter qu'un défaut dans un bloc n'affecte les autres.
Un autre intérêt est de pouvoir changer de régime de neutre (cas d'utilisation de matériel informatique et/ou d'équipements électroniques sensibles dans une installation IT).

### Transformateur d'impédance
Le transformateur est toujours un transformateur d'impédance, mais les électroniciens donnent ce nom aux transformateurs qui ne sont pas utilisés dans des circuits d'alimentation.
Le transformateur d'impédance est principalement destiné à adapter l'impédance de sortie d'un amplificateur à sa charge. Ce genre de transformateur était en particulier employé :
- Dans la restitution sonore, pour adapter la sortie d'un amplificateur audio à lampes (haute impédance), avec les haut-parleurs destinés à la restitution du son et caractérisés par une impédance basse.
- En électronique audio professionnelle, on utilise toujours des transformateurs pour les entrées et sorties d'appareils haut de gamme, ou bien dans la fabrication de « Di-box » ou boîte de direct. Le transformateur est alors utilisé, non seulement pour adapter l'impédance et le niveau de sortie des appareils (synthétiseurs, basses électriques…) aux entrées micro de la console de mixage mais en outre pour symétriser la sortie des appareils connectés.
- En technique des hautes fréquences, on utilise également des transformateurs dont le circuit magnétique est en ferrite ou sans circuit magnétique (aussi appelé transformateur sans noyau) pour adapter les impédances de sortie d'un amplificateur, d'une ligne de transmission et d'une antenne. En effet, pour un transfert optimal de puissance de l'amplificateur vers l'antenne, il faut que le rapport d'ondes stationnaires (ROS) soit égal à 1.

De tels montages présentent en outre l'avantage de rendre les appareils connectés beaucoup plus résistants aux perturbations électromagnétiques par une augmentation significative du CMRR (Common Mode Rejection Ratio) ou taux de réjection du mode commun.

### Transformateur de mesure

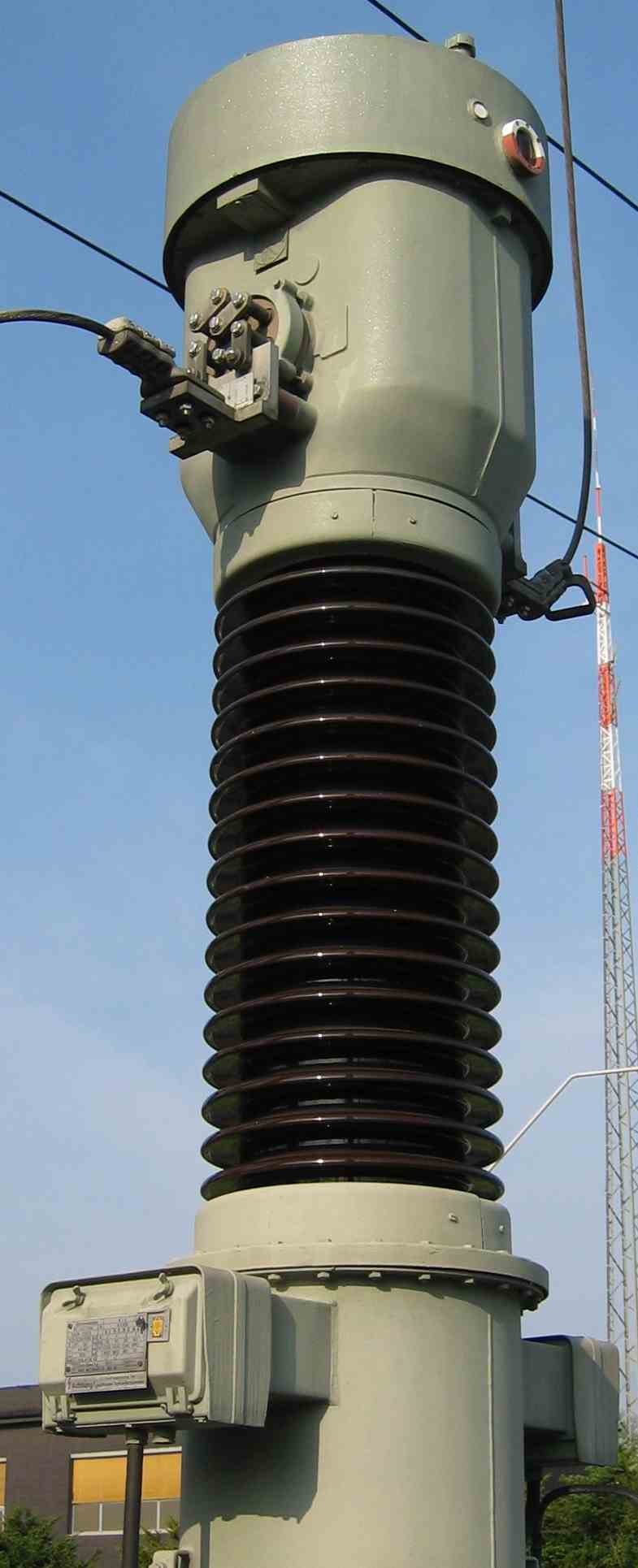
Transformateur de mesure de tension nominale 110 kV.

Selon la définition de la Commission électrotechnique internationale, un transformateur de mesure est un transformateur destiné à alimenter des appareils de mesure, des compteurs, des relais et autres appareils analogues. Ils sont utilisés pour permettre la mesure de la tension ou du courant quand ceux-ci sont trop élevés pour être mesurés directement. Ils doivent transformer la tension ou le courant de manière proportionnelle et sans déphasage.

### Transformateur déphaseur

Schéma électrique d'un transformateur déphaseur.

Les transformateurs déphaseurs permettent de créer un déphasage entre leurs tensions d'entrée et de sortie. Cela a pour objectif de soulager un réseau surchargé. Le réseau de transport d'électricité est maillé ; l'électricité emprunte naturellement et préférentiellement les lignes de moindre résistance électrique. Cela explique que certaines lignes peuvent être saturées alors que d'autres lignes desservant la même zone peuvent être sous-utilisées.
En « forçant » le passage de l'électricité sur une ligne électrique plutôt que sur une autre, le transformateur déphaseur permet d'optimiser les lignes les moins empruntées et donc de soulager les lignes saturées. Grâce à cette meilleure répartition des transits sur les lignes, le réseau de transport d'électricité peut être exploité au maximum de ses capacités techniques.
Sur le plan technique, un transformateur déphaseur est constitué d'un transformateur connecté en triangle et en parallèle aux systèmes d'entrée et d'un transformateur connecté en série. Les deux ont des noyaux magnétiques séparés et des cuves séparées.
Un changeur de prises permet de régler le déphasage souhaité.

### Transformateur d'essai
Les transformateurs d'essai ou de test sont des transformateurs pouvant atteindre de très hautes tensions pour des charges limitées. Ils sont utilisés pour tester du matériel électrique.

## Transformateur haute fréquence

### Circuit magnétique des transformateurs HF
Les pertes par courants de Foucault au sein du circuit magnétique sont directement proportionnelles au carré de la fréquence mais inversement proportionnelles à la résistivité du matériau qui le constitue. Afin de limiter ces pertes, le circuit magnétique des transformateurs HF est réalisé à l'aide de matériaux ferromagnétiques isolants :
- les ferrites doux : oxydes mixtes de fer et de cuivre ou de zinc ;
- les matériaux nanocristallins.

### Transformateur d'impulsions
Ce type de transformateur est utilisé pour la commande des thyristors, triacs et des transistors. Il présente, par rapport à l'opto-coupleur, les avantages suivants : fonctionnement possible à fréquence élevée, simplification du montage, possibilité de fournir un courant important, bonne tenue en tension.

## Transformateur triphasé
Dans les réseaux électriques triphasés, on pourrait parfaitement envisager d'utiliser 3 transformateurs, un par phase. Dans la pratique, l'utilisation de transformateurs triphasés (un seul appareil regroupe les 3 phases) est généralisée : cette solution permet la conception de transformateurs bien moins coûteux, avec en particulier des économies au niveau du circuit magnétique. Les transformateurs monophasés ne sont en fait guère utilisés, sauf pour de très grosses puissances apparentes (typiquement supérieures à 500 MVA), où le transport d'un gros transformateur triphasé est problématique et incite à l'utilisation de 3 unités physiquement indépendantes. Il existe différents types de connexions d'enroulement utilisées pour connecter un transformateur triphasé. Les connexions les plus couramment utilisées sont étoile-étoile, delta-delta, étoile-delta, delta-étoile.

## Transformateur diphasé-triphasé

### Transformateurs de Scott

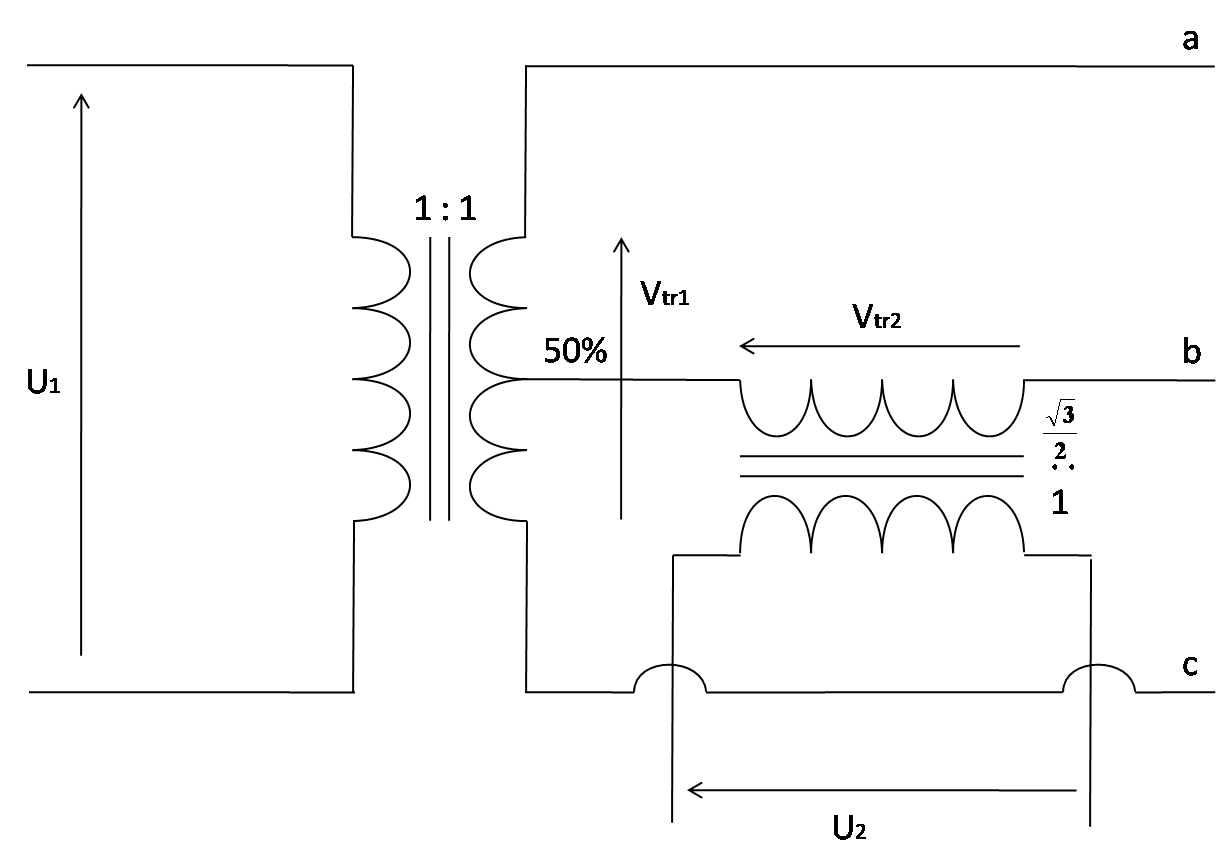
Diagramme des transformateurs de Scott.

Le montage de Scott permet de transformer des tensions triphasées en diphasées et vice versa. Le montage de Scott se réalise grâce à deux transformateurs monophasés de puissance moitié de celle de l'utilisation. Le premier transformateur a les bornes de son primaire connectées à deux phases du triphasé. Le second transformateur est connecté entre la prise centrale du premier transformateur et la phase restante du triphasé (voir schéma). Le rapport de bobinage du premier transformateur est égal à 1 alors que pour le second il est égal à {\displaystyle {\frac {\sqrt {3}}{2}}} soit environ 0,866. Les tensions au secondaire sont égales en norme et déphasés de 90°,.
Autrefois très utilisés, les systèmes biphasés ont progressivement laissés leur place aux systèmes triphasés,. Le transformateur de Scott est toutefois toujours utilisé en électronique mais aussi en production, distribution et transmission d'électricité si le diphasé est encore présent.
Dans le cas de récepteurs monophasés de forte puissance (four électrique monophasé), le montage Scott permet de réaliser l'équilibrage sur le réseau triphasé.

### Transformateurs de Leblanc
Tout comme le montage de Scott, le montage de Leblanc transforme un système triphasé en système diphasé. Les deux montages sont électriquement équivalents. Le montage de Leblanc utilise un circuit magnétique triphasé. Son primaire est connecté en triangle, ce qui a pour effet de supprimer la 3e harmonique.
Bien que connu depuis la fin du XIXe siècle, le montage de Leblanc connut moins de succès que celui de Scott.
Dans un montage Leblanc, si les intensités diphasées sont équilibrées il en est de même des intensités triphasées.
Le théorème de Leblanc énonce qu'une bobine alimentée par une tension alternative et créant de ce fait un champ magnétique pulsant le long de son axe, crée deux champs magnétiques de même module, tournant en sens inverses. Ce théorème constitue la base théorique du fonctionnement des moteurs asynchrones monophasés.